# 施米滕斯泰因山

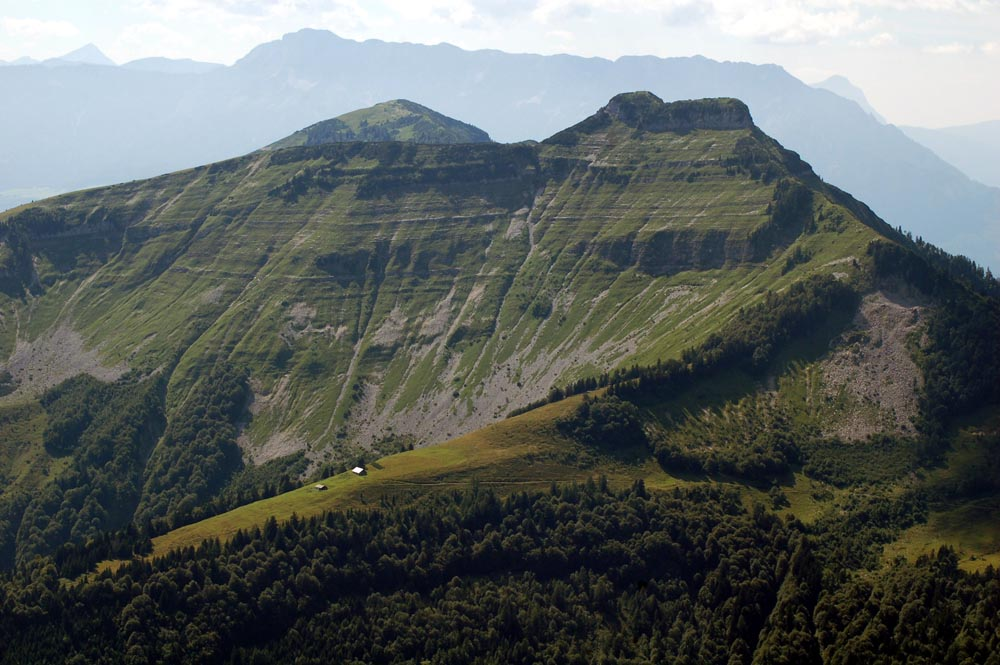

47°41′1″N 13°14′10″E / 47.68361°N 13.23611°E
施米滕斯泰因山（德語：Schmittenstein），是奧地利的山峰，位於該國中部，由薩爾茨堡州負責管轄，屬於薩爾茲卡默古特山脈的一部分，海拔高度1,695米，每年平均降雨量1,894毫米。